# Hryce (obwód miński)
Hryce (biał. Грыцы, Hrycy; ros. Грицы, Gricy) – wieś na Białorusi, w obwodzie mińskim, w rejonie nieświeskim, w sielsowiecie Snów.

## Historia
W dwudziestoleciu międzywojennym leżały w Polsce, w województwie nowogródzkim, w powiecie nieświeskim, w gminie Snów. W 1921 miejscowość liczyła 239 mieszkańców, zamieszkałych w 41 budynkach, w tym 224 Białorusinów i 15 Polaków. 224 mieszkańców było wyznania prawosławnego i 15 rzymskokatolickiego.
Po II wojnie światowej w granicach Związku Sowieckiego. Od 1991 w niepodległej Białorusi.